# Радивилівський ліцей №1
Радивилівський ліцей №1 - це заклад середньої освіти який знаходиться у м.Радивилів.

## Історія
Радивилівський ліцей №1 має багату і цікаву історію. Це навчальний заклад зі своїми традиціями, високими здобутками у навчанні і творчими досягненнями. Навчально-виховний комплекс є спадкоємцем освітнього процесу в Радивилові, який веде свій початок від кінця 19ст. Письмово зафіксовано, що у 1873 р. в місті було відкрито однокласне народне училище. З 1902 р. розпочало роботу двокласне  народне училище з п’ятирічним строком навчання. Навчання в школі було платне 10крб. на рік (пуд зерна жита тоді коштував 20крб.)

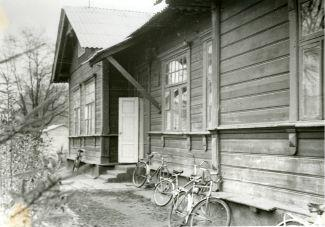

З 1921 р. по 1939 р. в місті діяла семикласна народна школа, де навчання велося польською мовою. Лише раз був урок «руської» мови (української).
Під час другої світової війни школа практично не працювала.
Після визволення Радивилова у 1944 р. з 1 вересня розпочався навчальний рік. За «парти» сіли понад 200 учнів 1-9 кл. Не було підручників, зошитів, ручок та чорнила. Учні писали на старих газетах, різних бланках. Чорнила робили з бузини, пера прив’язували до паличок. Навчання проводилося у дві зміни. Горіли гасові лампи, опалення було пічним. Батьки і учні-старшокласники заготовляли дрова в навколишніх лісах.
У 1957 р. вчителі та учні посадили міський парк, який і до сьогодні є окрасою міста.
З 1 вересня 1961 р. директором школи було призначено Бурлаку Соломію Купріянівну.  На той час єдиного шкільного приміщення не було; працювали в шести різних пристосованих будівлях одночасно. Школа була вкрай переповнена.Тому назріла серйозна проблема у будівництві нового навчального закладу

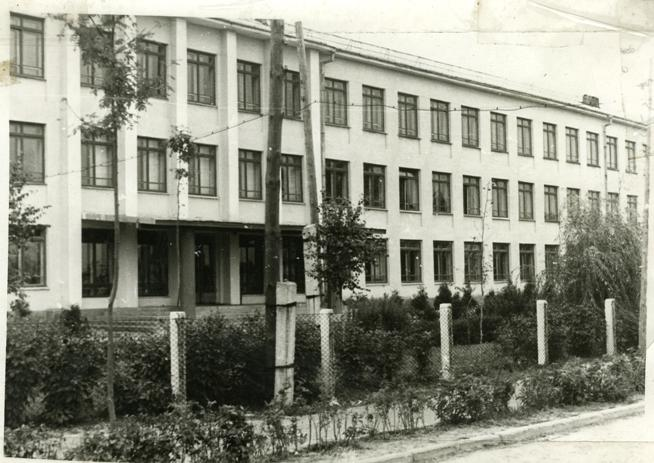

Школу почали будувати в 1965 році. А вже 10 січня 1967 р учні розпочали навчання  у новозбудованому  приміщенні. Бурлака С.К. 16 років очолювала педагогічний колектив, а потім ще 16 років працювала завучем.
27 років, з 1975 року по 2002 рік, директором Радивилівської середньої школи № 1 був Мельничук Іван Васильович. За роки керівництва школою було здійснено 2 великі добудови, це забезпечило однозмінне навчання. У важких 90-х роках ХХ ст. було започатковано комп’ютеризацію школи. Іван Васильович був ініціатором створення класів з поглибленим вивченням основ наук.
З 2002 р. до 2023 р. керівництво навчальним закладом здійснювала Фаєвська Алла Василівна.
За сприяння Радивилівської районної державної адміністрації  у 2003 році було створено Радивилівську гімназію.
У 2005 році школу та гімназію реорганізовано у Радивилівський НВК «Школа №1 – гімназія»

## Радивилівський ліцей №1 в інтернеті
Ліцей має свій вебсайт, а також кілька сторінок у соцмережах.
- Радивилівський ліцей №1 у Facebook.[3]
- Радивилівський ліцей №1 у Instagram.[4]
- Сайт Радивилівського ліцею №1.